# مسجد زارعان
مسجد زارعان مربوط به دوره صفوی است و در دزفول، محله صحرابدر مشرقی واقع شده و این اثر در تاریخ ۹ اردیبهشت ۱۳۸۲ با شمارهٔ ثبت ۸۳۸۹ به‌عنوان یکی از آثار ملی ایران به ثبت رسیده است.